# Assedio di Treviso
L'assedio di Treviso è stato un evento bellico della guerra della Lega di Cambrai, combattuta nel 1511 tra i veneziani e le truppe franco-imperiali.

## Antefatti
Dopo la pesante sconfitta subita ad Agnadello ad opera delle forze della Lega di Cambrai (1508), la Repubblica di Venezia paventava la propria imminente fine, svincolando le città venete dal patto di fedeltà e permettendo loro di aprire le porte ai Collegati, onde evitare il saccheggio. La sola che rifiutò la sottomissione a Massimiliano d'Asburgo fu Treviso, che riconfermò la propria lealtà  a Venezia il 10 giugno 1509 e non a torto molti storici collocano la riscossa della Serenissima a partire da questo episodio . Da Treviso, infatti, partì la spedizione capitanata da Andrea Gritti per la riconquista di Padova (17 luglio 1509), città che i Collegati falliranno di riconquistare dopo averla posta sotto assedio. 
Il capoluogo della Marca rappresentava l'ultimo baluardo veneto che separasse Francia ed Impero dalla Laguna di Venezia: per questo, già dal 1509, il Consiglio dei Dieci aveva affidato le opere di fortificazione della città al celeberrimo architetto veronese Giovanni Giocondo. Oltre alla costruzione di imponenti mura bastionate e alla deviazione di parte del fiume Botteniga, le nuove costruzioni difensive trevigiane comportarono anche l'abbattimento di parte dell'antico santuario della Chiesa di Santa Maria Maggiore.
La guarnigione posta a difesa di Treviso fu posta sotto il comando del provveditore generale Giovanni Paolo Gradenigo, mentre l'esercito assediante si riunì agli ordini dell'aristocratico francese Jacques de La Palice.

## L'assedio
La Marca trevigiana fu posta sotto assedio nell'estate del 1511, con una serie di conquiste di città del territorio, quali Asolo, Belluno, Castelfranco, Feltre e Montebelluna. Tuttavia i franco-imperiali non riuscirono a raggiungere facilmente Treviso, posticipando continuamente l'attacco a causa di discordie tra francesi e tedeschi, scarsità di viveri e munizioni e moria di soldati dovuta a febbri che flagellavano il territorio.
Per sbloccare la situazione, il 14 settembre Jacques de La Palice decise allora di spostare l'accampamento da Montebelluna a Nervesa, alloggiando nell'antica Abbazia di Sant'Eustachio col beneplacito dei conti di Collalto, che di nascosto rifornivano i franco-imperiali di vettovaglie, invitando inoltre il La Palice e i suoi comandanti a pranzare nel loro Castello di San Salvatore, durante il quale si lamentò dei suoi alleati tedeschi . Tra il 26 e il 27 settembre, il La Palice, dopo aver inviato un ultimatum alle truppe tedesche in Friuli, spostò di nuovo il campo da Nervesa a Torre di Maserada, non senza aver dato una prova di forza a Treviso, presentandosi in parata con tre squadroni ad un tiro di balestra sotto le sue mura, nello specifico a Porta San Tomaso e Porta Santi Quaranta. Gli assediati risposero immediatamente inviando contro La Palice tutti gli stradioti e i balestrieri della compagnia di Vitello Vitelli. Uno scontro particolarmente cruento tra il terzo squadrone di gendarmi francesi e gli stradioti persuase il maresciallo a trasferire per l'ennesima volta il campo a Breda di Piave.
Il 5 ottobre venne proclamata a Roma, nella Basilica di Santa Maria del Popolo, la Lega Santa, una nuova alleanza del papa Giulio II con la Repubblica di Venezia, Ferdinando II d'Aragona e i cantoni svizzeri (Enrico VIII d'Inghilterra vi aderì il mese successivo). Il pontefice, già riconciliatosi il 24 febbraio 1510 con la Serenissima, aveva finalmente realizzato quanto avesse favorito l'accrescimento dell'influenza politica della Francia nella penisola italiana, che minacciava adesso i suoi possedimenti nella Romagna, in particolare a seguito dell'occupazione di Bologna da parte dei francesi nel maggio 1511, fatto che aveva temporaneamente favorito il rientro del deposto Annibale II Bentivoglio, nonché la confermata alleanza tra Luigi XII ed Alfonso I d'Este.
L'8 ottobre cominciò l'assedio vero e proprio: la città era difesa da 4 554 provvisionati in tutto, spalleggiati dall'artiglieria posizionata ai bastioni, sulle porte e nei camminamenti, e si collocò un sacro da sei perfino sul campanile della Chiesa di San Nicolò, mentre i cavalleggeri di Vitello Vitelli e gli stradioti compivano incursioni notturne per catturare i vettovagliamenti dei nemici. I franco-imperiali, messi alle strette, commisero poi l'imprudenza di saccheggiare il lazzaretto di Treviso, situato fuori dalle mura, infettando di conseguenza buona parte del campo. Il 10 ottobre scoppiò l'ennesimo acquazzone che impedì agli assedianti di spostare le artiglierie e il 12 ottobre i veneziani incominciarono a bersagliare sia di giorno che di notte i tedeschi ed francesi accampati lungo il Sile, rimasti quest'ultimi ben presto sprovvisti di polvere da sparo e di palle di cannone. Pochi giorni prima, infatti, gli  Zattieri del Piave, costretti loro malgrado a trasportare le truppe e armamenti ai franco-imperiali che approntavano l’assedio di Treviso, si erano auto-affondati in una curva del fiume nel Versante del Montello assieme al nemico, boicottandolo. L’atto di eroismo fu premiato dalla Serenissima con il dono di una medaglia d’oro “con l’impronta di San Marco” ai famigliari e orfani dei defunti e il riconoscimento di alcune terre . 
La svolta avvenne il 13 ottobre: i franco-imperiali intercettarono un corriere veneziano, diretto a Treviso per portare la notizia della neoformata Lega. Subito gli vennero sottratte le lettere, le quali lasciarono il La Palice e i suoi comandanti «molto atoniti e spauriti», tranne Mercurio Bua, che anzi confidò ad un suo prigioniero: «horsù nui vedemo e cognosemo veramente che nui saremo tutti amici, e tegno che Maximian intrarà anche lui ne la liga», ed in effetti, sebbene Massimiliano si fosse al momento tenuto in disparte, avrebbe aderito alla Lega Santa nel 1512. Gian Paolo Gradenigo, per sbigottire ulteriormente gli assedianti, diede ordine di far suonare le campane a festa e di preparare una processione, addobbando il Palazzo dei Trecento di tappezzerie e stendardi. La Palice, demoralizzato a causa delle continue ed ingenti perdite di uomini ed artiglieria, diede ordine di cessare il fuoco e decretò che la città era troppo ben fortificata e dunque inespugnabile.
Il 14 ottobre i franco-imperiali sciolsero l'assedio, controllati a vista dai balestrieri di Costantino Paleologo, affinché non si disperdessero nel territorio. Il 15 ottobre Treviso uscì ufficialmente vincitrice dallo scontro.